# اسمولنسک
اسمولنسک (به روسی: Смоленск) شهری است در کنار رودخانهٔ دنیپر در روسیه. این شهر مرکز استان اسمولنسک است.
جمعیت این شهر در سال ۲۰۰۲ برابر با ۳۵۱٬۱۰۰ نفر برآورد شده. فاصلهٔ آن از مسکو ۳۶۰ کیلومتر است.
اسمولنسک شهری دارای برج و بارو است و در تاریخ بارها ویران شده‌است. این شهر در مسیر حملهٔ ناپلئون و هیتلر نیز قرار داشت. امروزه شهر اسمولنسک به‌خاطر صنایع الکترونیک، نساجی و فراوری غذا معروف است.
اسمولنسک یکی از قدیمی‌ترین شهرهای روسی است.
نام این شهر در متون، نخستین بار در سال ۸۶۳ میلادی، یعنی دو سال پس از بنیادگذاری روسیه باستان ذکر شده‌است. اسمولنسک قدیمی احتمالاً کمی جنوبی‌تر و در محل کاوشگاه باستان‌شناسی گنزدوو واقع شده‌بود.

## تاریخچه
در سال ۸۸۲ یعنی زمانی که اولگ نووگورودی، امیر منطقه‌ای از مناطق روس‌نشین در راه کی‌یف، اسمولنسک را فتح کرد این شهر پایتخت قبیله اسلاوی کریویچ بود.
نخستین نویسنده خارجی که نام شهر را ذکر کرده امپراتور کنستانتین پورفروگنیتوس بود. او در کتاب De Administrando Imperio، که در حدود سال ۹۵۰ میلادی نوشته شده، از اسمولنسک به عنوان یک ایستگاه مهم در جاده‌ای که از منطقه وارانگی‌ها به منطقه یونانیان می‌رفت یاد کرده‌است.
شاهزاده‌نشین اسمولنسک در سال ۱۰۵۴ تأسیس شد. با توجه به موقعیت مرکزی خود در میان زمین‌های روسی، این شهر به سرعت گسترش یافت تا این‌که در پایان سده دوازده این شاهزاده‌نشین یکی از قوی‌ترین‌ها در شرق اروپا بود، به طوری که دودمان اسمولنسک غالباً تاج و تخت کی‌یف را تحت کنترل خود داشتند.
در آن زمان کلیساهای متعددی در سطح شهر ساخته شد، از جمله کلیسای سینت پیتر و پل (۱۱۴۶، بازسازی شده به ظاهر مفروض اولیه پس از جنگ جهانی دوم) و کلیساس سنت جان تعمیددهنده (۱۱۸۰، این کلسیا نیز تا حدودی بازسازی شده).
قابل توجه‌ترین کلیسای شهر سویرسکایا نام دارد (ساختهٔ ۱۱۹۷). معاصران آن، این کلیسا را به عنوان زیباترین بنای شرق کی‌یف تحسین می‌کردند.